# Catch the Moment
《Catch the Moment》是LiSA的第11張編號單曲，2017年2月15日由Aniplex發售，同日開放數位音樂下載。其Radio edit版本已於2017年1月11日先行公布。

## 概要
本單曲是前作《Brave Freak Out》推出六個月後的作品，也是LiSA在2017年的首作。在2016年11月26日舉行的「LiVE is Smile Always 〜NEVER ENDiNG GLORY〜『the Sun』」演唱會的安可曲中首度披露。
單曲標題曲《Catch the Moment》是電影《刀劍神域劇場版：序列爭戰》的主題曲，B面則收錄了為NHK的節目《大家的歌》所寫的曲子，以及LiSA首次與前山田健一合作的歌曲《Merry Hurry Berry》。
標題曲《Catch the Moment》由LiSA本人作詞，是以「傳達情感」為目的的王道歌曲。而本曲是在讀過電影腳本後獲得靈感的作品，同時也充分將LiSA的想法直率的表達出來。
本單曲共推出三種版本，分別為初回生產限定盤、期間生產限定盤、通常盤。初回生產限定盤附贈收錄了《Catch the Moment》的音樂錄影帶和影像的DVD，以及一本16頁的小冊子。期間生產限定盤附贈《刀劍神域劇場版：序列爭戰》的迷你海報以及光碟紙盒包裝。

## 銷售成績
本曲在2017年2月27日公布的Oricon週間排行榜以2萬7千張的銷售量獲得第四名，Oricon日間排行榜則是於2月18日以及2月19日兩日連續獲得第一名。
Billboard Japan方面，《Catch the Moment》在2017年2月27日公布的Hot Animation排行榜上獲得第3名，在Hot 100排行榜上獲得第5名，Top Singles Sales排行榜上則獲得第4名。

## 收錄曲

### 初回生產限定盤、通常盤

#### CD單曲
1. Catch the Moment（4分42秒） 
  - 作詞：LiSA、作曲：田淵智也（日语：田淵智也）、編曲：la la larks（日语：江口亮）
2. （4分45秒）（NHK「大家的歌（日语：みんなのうた）」2016年12月-2017年1月放送[14]）
  - 作詞：LiSA、作曲・編曲：野間康介（日语：野間康介）（agehasprings）
3. Merry Hurry Berry（3分57秒）
  - 作詞：古屋真、作曲：前山田健一、編曲：Tom-H@ck

#### DVD（初回生產限定盤）
1. 《Catch the Moment》音樂錄影帶和影像收錄DVD。

### 期間生產限定盤
1. Catch the Moment
2. Catch the Moment -Instrumental-

## 外部連結
- 索尼音樂娛樂的介紹頁面
  - 初回生產限定盤（页面存档备份，存于）
  - 期間生產限定盤（页面存档备份，存于）
  - 通常盤（页面存档备份，存于）